# Romeo Rodriguez Pereira
Romeo Rodriguez Pereira (Napoli, 29 novembre 1918 – Roma, 24 marzo 1944) è stato un militare italiano, martire delle Fosse Ardeatine, gli fu attribuita la medaglia d'oro al valor militare alla memoria.

## Biografia
Nato a Napoli il 29 novembre 1918 da Romeo, nato a San Paolo del Brasile, compositore di musica e deceduto nel 1918, un mese prima della nascita dell’omonimo figlio, e da Elena Masi, casalinga risposata si nel 1922 Nicola Tommasini, Ufficiale in s.p.e. Dei Bersaglieri.
Ex-allievo della Scuola militare Nunziatella di Napoli, nel 1938 entrò all'Accademia militare di fanteria e cavalleria di Modena, dalla quale uscì nel 1940 con il grado di sottotenente dei Carabinieri. Il 15 settembre dello stesso anno, si sposò con Marcella Duce.
Attualmente, alla sua memoria, è dedicata la caserma sede del Gruppo Carabinieri di Roma-Ostia.
L'eroico Ufficiale è stato anche commemorato nel Calendario dell'Arma 2015.
Attualmente alla memoria dell'Ufficiale è intitolata la caserma sede del Gruppo Carabinieri di  Roma-Ostia.

## Carriera militare
Nell'aprile 1941, al termine del Corso di applicazione svolto a Firenze, fu assegnato al Gruppo Squadroni della Legione di Roma. Il 31 agosto successivo partì volontario per l'Africa Settentrionale al comando della 660ª Sezione motorizzata, con la quale si distinse ad Ain el Gazala, meritando una Medaglia di Bronzo al
Valor Militare per essere accorso d'iniziativa in aiuto di un'autocolonna alleata fatta segno a violento attacco aereo (12 novembre 1941). Rientrato alla Legione Roma, assunse il comando della lenenza di Roma-Ostia; promosso
Tenente il 1º agosto 1942, nel gennaio del 1943 gli fu assegnato il comando della Tenenza di Roma-Appia, ove lo colse l'Armistizio.

## La cattura
Purtroppo il suo nome era divenuto famoso anche tra le forze della repressione talché, la sera del 10 dicembre, cadde in un agguato delle SS guidate da Herbert Kappler, venendo catturato assieme al Tenente Fontana ed al Brigadiere Manca.
Anch'egli, condotto prima a via Tasso e poi a Regina Coeli, fu sottoposto ad inaudite sevizie che accompagnavano gli assillanti interrogatori, senza mai lasciarsi sfuggire alcuna parola che potesse compromettere l'organizzazione. Fu durante la sua detenzione che, il 25 febbraio, per colmo di sventura, la giovane moglie Marcella, appena ventunenne, e la consorte del Tenente Fontana, Rina, furono arrestate e condotte nello stesso carcere. Le due donne per liberare i coniugi dalla detenzione, vista anche l'impossibilità di attuare colpi di mano che sarebbero costati feroci rappresaglie sulle famiglie degli stessi detenuti, tentarono la via della corruzione, avvicinando un custode tedesco del 3° braccio, il Maresciallo Arthur Kroatz, che, dietro compenso, era disponibile ad agevolare la fuga dei mariti. Le giovani mogli si affannarono a racimolare quanto possedevano, riuscendo a mettere assieme la somma di lire 57.900, più oro e brillanti per altre 25.000, poi consegnarono i beni nelle mani dello stesso Kroatz,  ma proprio in quel momento, evidentemente rispondendo ad un piano prestabilito, sopraggiunse il Vicecomandante del famigerato 3° braccio che confiscò tutti i beni, le dichiarò entrambe in arresto e le rinchiuse in celle separate, accusandole di "tentativo di evasione per complotto esterno". Le due donne furono sottoposte ad interrogatori minacciosi e snervanti, finalizzati a far loro ammettere che stavano ponendo in atto un vero e proprio tentativo di evasione e che i soldi e l'oro non potevano servire per comprare qualcuno, perché "i Tedeschi non si fanno mai corrompere". Esse sostennero la verità
per più giorni, e cioè che volevano solo comprare la libertà dei mariti grazie alla disponibilità del carceriere, finché, compresa la situazione, smisero di insistere sull'intervenuto accordo per evitare guai peggiori, accettando la versione degli aguzzini. Da quel momento gli interrogatori si fermarono, le indagini si esaurirono e le due giovani poterono tornare in libertà l'8 aprile 1944, purtroppo solo dopo il sacrificio dei mariti. Nonostante la coraggiosa e generosa iniziativa della moglie Marcella, la sorte del Tenente Romeo Rodriguez Pereira seguì quella degli altri Martiri delle Fosse Ardeatine, ove troverà gloriosa morte in nome della Patria e del Giuramento ad essa prestato.

## Onorificenze

### Riconoscimenti
A lui è dedicata a Roma una delle vie principali della Balduina, nel quartiere Q.XIV Trionfale, ove trovano menzione le più importanti medaglie d'oro al valor militare della prima e seconda guerra mondiale.